# Daban (Santa Lucía)
Daban es una localidad de Santa Lucía que forma parte del distrito de Laborie.